# Le Bandeau de Cupidon
Pour plus de détails, voir Fiche technique et Distribution.
Le Bandeau de Cupidon (titre original : A Heart to Let) est un film muet américain réalisé par Edward Dillon et sorti en 1921.

## Fiche technique
- Titre original : A Heart to Let
- Réalisation : Edward Dillon
- Scénario :  Clara Beranger, d'après la pièce Agatha's Aunt, de Harriet Loomis Smith et Sidney Toler
- Producteurs : Realart Pictures Corporation
- Photographie : George Folsey
- Durée : 5 bobines
- Dates de sortie : 
  - États-Unis : 19 juillet 1921
  - France : 23 mai 1924

## Distribution

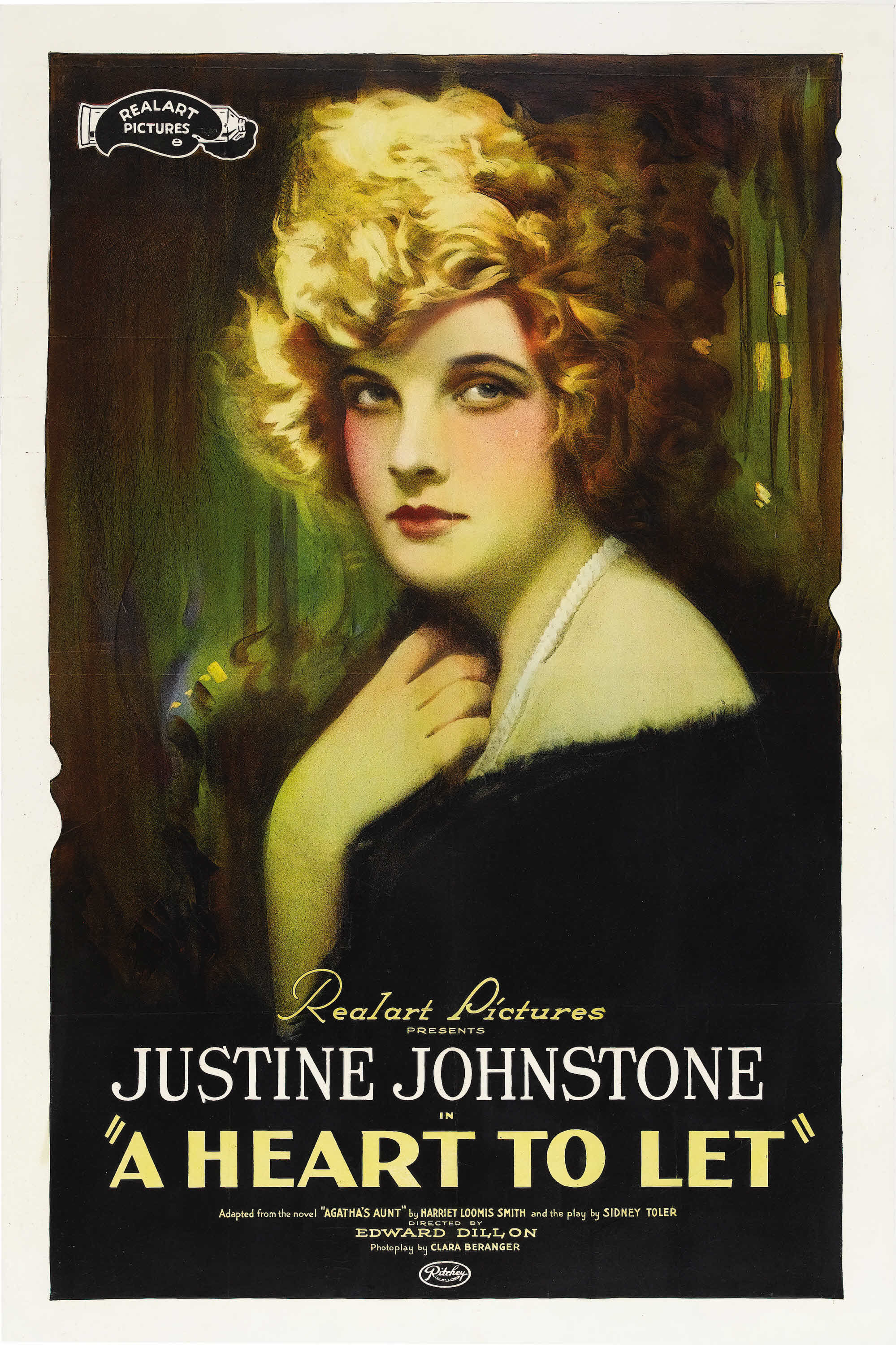
Affiche du film.

- Justine Johnstone : Agatha
- Harrison Ford : Burton Forbes
- Marcia Harris : Zaida Kent
- Thomas Carr : Howard Kent
- Elizabeth Garrison : Mrs. Studley
- Winifred Bryson : Julia Studley
- Claude Cooper : Doolittle
- James Harrison : Warren